# Montegut
Montegut és una població dels Estats Units a l'estat de Louisiana. Segons el cens del 2000 tenia 1.803 habitants.

## Demografia
Segons el cens del 2000, Montegut tenia 1.803 habitants, 592 habitatges, i 461 famílies. La densitat de població era de 156,1 habitants/km².
Dels 592 habitatges en un 40,9% hi vivien nens de menys de 18 anys, en un 60,1% hi vivien parelles casades, en un 12% dones solteres, i en un 22% no eren unitats familiars. En el 17,7% dels habitatges hi vivien persones soles el 8,1% de les quals corresponia a persones de 65 anys o més que vivien soles. El nombre mitjà de persones vivint en cada habitatge era de 3,04 i el nombre mitjà de persones que vivien en cada família era de 3,42.
Per edats la població es repartia de la següent manera: un 31,6% tenia menys de 18 anys, un 10% entre 18 i 24, un 30% entre 25 i 44, un 19,5% de 45 a 60 i un 8,9% 65 anys o més.
L'edat mediana era de 32 anys. Per cada 100 dones de 18 o més anys hi havia 98,6 homes.
La renda mediana per habitatge era de 32.107 $ i la renda mediana per família de 33.603 $. Els homes tenien una renda mediana de 27.083 $ mentre que les dones 17.813 $. La renda per capita de la població era de 10.836 $. Entorn del 16,4% de les famílies i el 22,9% de la població estaven per davall del llindar de pobresa.

## Poblacions més properes
El següent diagrama mostra les poblacions més properes.